# Smokey Robinson
William "Smokey" Robinson jr. (født 19. februar 1940 i Detroit, Michigan) har været en central aktør indenfor rhythm and blues- og soul-musik i USA; som sanger, komponist, producent og som pladeselskabsdirektør. Han har været en af hovedpersonerne i Motown Records, og han er ofte blevet omtalt som "King of Motown". Som medlem af vokalgruppen The Miracles og som soloartist havde Robinson mellem 1960 og 1987 hele 37 sange på hitlisterne i USA (Top 40).

## Tidlig karriere
I 1955 dannede Robinson, vennen Ronald White og skolekammeraterne Pete Moore, Clarence Dawson og James Grice sanggruppen The Five Chimes. I 1957 erstattede Emerson Rogers og fætteren Bobby Rogers Dawson og Grice, og gruppen skiftede navn til The Matadors. Emerson gik efter kort tid ud til fordel for søsteren Claudette Rogers, som senere giftede sig med Robinson. Guitaristen Marv Tarplin kom med i gruppen i 1958. 
I 1958 mødte Robinson Berry Gordy, og sammen skrev de "Got a Job". Gruppen skiftede navn til The Miracles, og udgav et par singler på pladeselskaberne End og Chess. Robinson foreslog Gordy, at denne burde starte sit eget pladeselskab, hvilket han gjorde i 1959, da han stiftede Tamla Records, som senere blev omorganiseret og fik navnet Motown. Miracles var blandt de første, som skrev kontrakt med det nye selskab. Samarbejdet mellem Robinson og Gordy var essentielt for Motown, både økonomisk og kreativt, og i 1961 blev Robinson udnævnt til underdirektør, en stilling han havde, så længe Gordy drev selskabet.

## Tiden med The Miracles
Singlen "Shop Around" (1971) solgte over en million eksemplarer og var Motowns første topplacering på rhythm 'n' blues listerne i USA og Miracles' første store succes. 
Af gruppen hits kan endvidere nævnes:
- "Bad Girl" (1959)
- "Way Over There" (1960)
- "Who's Loving You" (1960)
- "You've Really Got a Hold on Me" (1962)
- "What's So Good About Goodbye" (1962)
- "I'll Try Something New" (1962)
- "Mickey's Monkey" (1963)
- "I Gotta Dance to Keep From Crying" (1963)
- "I Like It Like That" (1964)
- "Ooo Baby Baby" (1965)
- "The Tracks of My Tears" (1965)
- Going to a Go-Go (1965)
- "My Girl Has Gone" (1965)
- "(Come Round Here) I'm The One You Need" (1966)
- "More Love" (1967)
- "The Love I Saw in You Was Just a Mirage" (1967)
- "I Second That Emotion" (1967)
- "Special Occasion (Miracles song)" (1968)
- "If You Can Want" (1968)
- "Baby, Baby Don't Cry" (1969)
- "The Tears of a Clown" (1970)
- "I Don't Blame You At All" (1971)

Robinson (gerne sammen med andre i Miracles) skrev og producerede samtidig for andre Motown-artister. Mary Wells havde en hit med hans "My Guy" (1964), og fra 1963 til 1966 var Robinson den vigtigste sangskriver og producer for The Temptations, med sange som "The Way You Do the Things You Do",  "My Girl", "Since I Lost My Baby", og "Get Ready". Andre Robinson-sange er Still Water (Love) (The Four Tops), Don't Mess With Bill og My Baby Must Be a Magician (The Marvelettes), When I'm Gone (Brenda Holloway), Ain't That Peculiar og I'll Be Doggone (Marvin Gaye) og First I Look at the Purse (The Contours). Gennem en karriere på 50 år har Robinson skrevet eller bidraget til mere end 4000 sange. 
The Beatles indspillede i 1963 Robinson/Miracles-sangen "You've Really Got A Hold On Me". John Lennon fortalte ved flere lejligheder, at Robinsons musik havde betydet meget for ham. I et interview i 1969 udpegede han "I've Been Good To You" som en af sine favoritsange. Også George Harrison var en stor beundrer af Robinson, noget som fremgår af sangen "Pure Smokey" fra 1976. Bob Dylan har omtalt Robinson som "USA's største nulevende poet".
Gennem 1960'erne var The Miracles bland Motowns vigtigste kort. Fra 1965 brugte de navnet Smokey Robinson & the Miracles. Mod slutningen af årtiet begyndte gruppens succes imidlertid at falme, og Robinson bestemte sig for at afvikle denne for at koncentrere sig om familien og pladeselskabet. Helt uventet blev en af gruppens sidste indspilninger, Baby, Baby, Don't Cry, imidlertid et stort hit i 1969. Kort efter blev en genudsendelse af gruppens The Tears of a Clown fra 1966 nummer 1 på hitlisterne i både USA og Storbritannien. Dette medførte, at Robinson ombestemte sig, og han og Claudette fortsatte at optræde med gruppen frem til en afskedskoncert den 16. juli 1972. Billy Griffin kom herefter ind som forsanger, og The Miracles fortsatte. Gruppen opnåede endog en topplacering på hitlisterne i 1976 med Love Machine.

## Solokarriere
Samtidig med jobbet i Motown påbegyndte Robinson en karriere som soloartist. LP'en Smokey kom i 1973, samme år som hitsinglen Sweet Harmony, som var tilegnet The Miracles. Andre successer var Baby That's Backatcha (1975), Quiet Storm (1976), Cruisin' (1979), Being with You (1981), Tell Me Tomorrow (1982) og Ebony Eyes (duet med Rick James fra 1983). Han indspillede også musikken til filmen Big Time fra 1977.

## Senere år
I midten af 1980'erne blev Robinson afhængig af kokain. Både musikken og privatlivet led stærkt under dette. I 1986 blev han og Claudette skilt. Han lykkedes imidlertid at blive stoffri – ifølge selvbiografien Smokey fra 1987 skete dette under en gudstjeneste. Karrieren blev genoptaget med sange som One Heartbeat og Just to See Her fra 1987, der opnåede en Grammypris. 
I 1987 blev han inkluderet i Rock and Roll Hall of Fame som soloartist, en meget kontroversiel beslutning, da mange mente, at hele gruppen The Miracles burde have været hædret. 
I 1988 blev Motown solgt til MCA, og Robinson trak sig fra stillingen som Vice President. Han indspillede albummet Love, Smokey på Motown i 1990, men forlod herefter selskabet. Samme år modtog Robinson den nyinstiftede Grammy Legend Award, der tildeles kunstnere, som gennem bidrag over en lang periode har haft stor indflydelse på pladeindustrien. Prisen er alene blevet tildelt 14 kunstnere pr. 2011. 
I 1991 udkom Double Good Everything på SBK Records. Otte år senere vendte han tilbage til Motown (nu ejet af Universal Music Group) med albummet Intimate (1999). Samme år modtog han en Grammy Lifetime Achievement Award. 
Etter dette har Robinson haft mere sporadiske optrædener. I 2003 var han gæstedommer i American Idol, i 2007 optrådte han i seriens finaleshow og i 2009 deltog han som instruktør. I 2004 udgav han gospel-pladen Food for the Spirit, og i 2006 kom Timeless Love og i 2009 udkom Time flies when you're having fun med gæsteoptrædener af bl.a. India Arie, Carlos Santana og Joss Stone. 
I maj 2006 blev han udnævnt til æresdoktor i musik ved Howard University, og i 2009 ved Berklee College of Music.
20. marts 2009 fik The Miracles som gruppe en stjerne på Hollywood Walk of Fame. Robinson var til stede sammen med Bobby Rogers, Pete Moore, Claudette Robinson, Gloria White (som repræsenterede sin afdøde mand Ronnie White), og Billy Griffin. Som soloartist havde Robinson tidligere modtaget en stjerne.

## Film og tv
Robinson har haft ansvaret for og sunget i en række film og tv-serier. Han har også haft en del mindre skuespilleroptrædener.

## Familie
Smokey Robinson er i dag gift med Frances Glandney. Han har to barn med sin første kone, Claudette Rogers. Sønnen Berry er opkaldt efter Berry Gordy og datteren Tamla efter pladeselskabets første navn. 

## Tilnavnet
En onkel gav Robinson tilnavnet "Smokey Joe" på grund af interessen for cowboyfilm. I teenageårene blev dette forkortet til "Smokey".